# 彩色平版印刷術

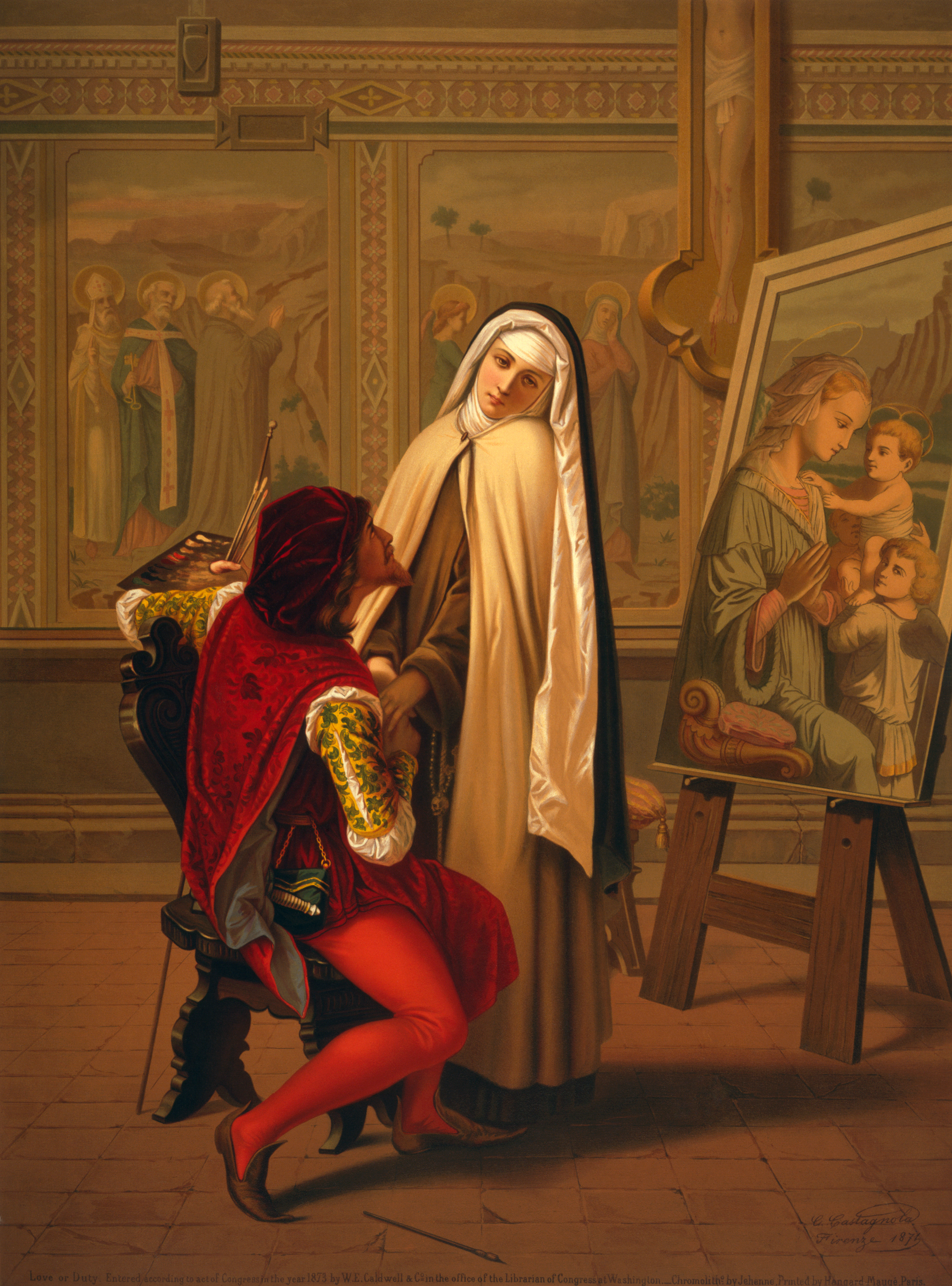
愛與責任（"Love or Duty"），Gabrielé Castagnola的彩色平版印刷術, 1873年.

彩色平版印刷術是一種制做多媒體彩色版畫的印刷技术。這種類型的彩色印刷源於過程中的光刻技術，成品以手工方式製作，帶有彷彿手繪畫作的質感。